# Diathrausta stagmatopa
Diathrausta stagmatopa is een vlinder uit de familie van de grasmotten (Crambidae), uit de onderfamilie van de Spilomelinae. De wetenschappelijke naam van deze soort is voor het eerst voorgesteld als Tripodaula stagmatopa door Edward Meyrick in een publicatie uit 1933.
De soort komt voor in Argentinië.